# PATAFA
De Philippine Amateur Track and Field Association (PATAFA), is de Filipijnse atletiekbond. PATAFA is aangesloten bij het de Philippine Olympic Committee, het Nationaal Olympisch Comité van de Filipijnen. De huidige voorzitter is Teng Kok Go.